# Solange Almeida
Solange Almeida Pereira, mais conhecida como Solange Almeida (Alagoinhas, 29 de agosto de 1974), é uma cantora e compositora brasileira, conhecida por ter sido vocalista da banda Aviões do Forró de 2002 a 2017.
Depois de ter passado por grupos como Cavaleiros do Forró e Caviar com Rapadura, Solange liderou o grupo Aviões do Forró junto com o cantor Xand Avião por 14 anos, ganhando notoriedade nacional como intérprete de canções como "Não Quero Me Amarrar", "Mulher não Trai, Mulher Se Vinga", "Chupa que é de Uva", "Se Não Valorizar" "Fazer Valer", e também compositora e versionista de algumas faixas.
Em 2017, deixou o Aviões do Forró para seguir em carreira solo, lançando o álbum inédito Sentimento de Mulher. No ano seguinte, fez retrospectiva de sucessos do Aviões do Forró com o projeto Entre Nós, Minha História (2018). Sua discografia ainda inclui o disco Sol e Mar (2020), colaborativo com Márcia Fellipe, e o registro de inéditas Ao Vivo em Aracaju (2024).

## Biografia e carreira
Nascida e criada em uma família humilde da cidade de Alagoinhas, no interior da Bahia, Solange passou boa parte da sua infância e adolescência em Barrocas (também interior da Bahia), cidade natal dos seus pais; desde a infância sonhava em ser cantora. Aos cinco anos de idade, por influência de um tio, passou a cantar em pequenas reuniões familiares. Aos doze anos, iniciou sua carreira profissional, escrevendo canções e se apresentando em pequenos festivais regionais. Na adolescência, passou a dançar e cantar em diversas bandas de forró, emplacando dezenas de sucessos. Apesar da pouca idade, já possuía um gosto musical avançado, ouvindo cantores antigos, como Clara Nunes, Luiz Gonzaga e Roberto Carlos.
Antes de começar a cantar na Aviões do Forró, Solange cantou em diversas bandas, como "Luis Cláudio & Cia" (1991/1992), "Caciques" (1992), "Skema" (1993), "Ogírio Cavalcante" (1994) e "Doce Mania" (1994). De 1995 a 1998, Solange se integrou aos vocais do grupo "Terríveis" (de Natal - RN). Em 1998, a mesma parte para um outro projeto, a "Banda G" (de Carpina - PE), onde gravou 2 CDs. Em 2000, Solange Almeida volta para o grupo "Terríveis", e permanece até o início de 2001, onde ela passa a integrar a banda Cavaleiros do Forró recém-formada, se desligou da banda no inicio de 2002 quando parte para Fortaleza, começando a fazer parte do grupo Caviar com Rapadura. Dentre os grupos de mais sucesso pelo qual passou, destacam-se Banda G e Caviar com Rapadura. Em setembro de 2002, recebeu a proposta para integrar aos vocais de uma nova banda que mudaria o cenário do gênero, o Aviões do Forró. O grupo apresentava uma proposta diferente, que em pouco tempo viria a se tornar um dos maiores fenômenos musicais do Brasil.
Solange se tornou a garota-propaganda da sua linha íntima da marca Hardy Lingerie, e também tem sua imagem associada a dezenas de marcas nacionais e multinacionais, como Panasonic, LG, Yamaha, P&G (Koleston e Pantene), Skol e Coca-Cola.
Em 18 de maio de 2010, Solange Almeida recebeu o título de cidadã fortalezense. A solenidade ocorreu na Câmara Municipal de Fortaleza.
No ano de 2015, Solange estreou como apresentadora, apresentando o programa Solange Almeida Convida, exibido pelas plataformas ClapMe e Vevo.
Solange Almeida recebeu o título de Madrinha da Infância Fortalezense em 2016, durante cerimônia em alusão ao Dia Nacional de Combate à Exploração Sexual de Crianças e Adolescentes, realizada pela Câmara Municipal de Fortaleza, em 12 de maio de 2016. A ex-vocalista da banda Aviões do Forró foi homenageada com o troféu Alanis Maria – honraria dedicada a menina Alanis Maria Laurindo, 5 anos, assassinada após sequestro em janeiro de 2010 enquanto brincava no pátio de uma igreja no Ceará.
Em 21 de dezembro de 2017, Solange Almeida recebeu das mãos do governador do Ceará, Camilo Santana, o título de madrinha do batalhão de choque do Ceará. A solenidade ocorreu no Centro de Eventos do Ceará.
No dia 8 de fevereiro de 2017, Solange gravou seu primeiro DVD em carreira solo no Citibank Hall, em São Paulo. Produzido pelo produtor musical Laércio da Costa, e lançado pela Sony Music, o trabalho contou com as participações de Anitta, Xand Avião, Ivete Sangalo, Joelma, Tiago Iorc, Cláudia Leitte, Gusttavo Lima, Padre Fábio de Melo e o maestro Eduardo Lages.
No dia 23 de junho de 2017, foi lançado seu primeiro DVD em carreira solo. Em 27 de junho de 2018, Solange recebeu o Troféu Danado de Bom, tendo a música "Cozido da Patroa" como música da Festa de São João 2018.
Em 2018, recebeu sua primeira indicação ao Grammy Latino na categoria de Melhor Álbum de Música Sertaneja por seu álbum de estreia solo, Sentimento de Mulher.
No dia 24 de junho de 2019, foi convidada a participar do encerramento do Arraiá na cidade de Tutóia - Maranhão, a pedido do prefeito Romildo Damasceno Soares.
Em 14 de janeiro de 2022, Solange Almeida assina contrato com a produtora D&E Entretenimento.

## Vida pessoal
Em entrevistas, revelou ter engravidado. Na época, estava cursando odontologia, tendo que interromper os estudos. adotou uma recém nascida, a quem batizou como Sabrina, revelando em entrevista acreditar que Deus a perdoou por ter-lhe permitido tornar-se mãe.
Em 2000 deu a luz a seu primeiro filho biológico, Rafael, nascido de parto normal, em Natal. Ele é fruto de um relacionamento que Solange teve com seu primeiro marido conhecido no mundo artístico como Russo, os seus dois primeiros filhos Rafael e Sabrina.Solange, então, viveu seu casamento com o pai de seus filhos até a sua filha ter 10 Anos de idade, e logo em seguida se separaram.
De seu segundo casamento, que durou de 2004 a 2010, com Sávio Varella, teve sua filha, Estrela Sâmara, nascida em 2006, vinda ao mundo de parto normal, em Fortaleza. De seu segundo casamento, com o empresário Wagner Miau, com quem se casou em 2012, teve Maria Esther, nascida em 2013, de cesariana, em Fortaleza. O casal divorciou-se em abril de 2015. Em julho de 2016, o ex-casal voltou a morar juntos, mas em setembro separaram-se novamente. Em outubro de 2016, a cantora começou a namorar o empresário Leandro Andriani. Em janeiro de 2017, assumiram o namoro publicamente. Em março, o casal noivou na Argentina, e foram morar juntos em Fortaleza, onde Solange Almeida reside desde 2007. Em 18 de julho de 2017, Solange e Leandro oficializaram a união conjugal com a presença de uma pastora e de um juiz. Solange e Adriano anunciaram a primeira separação em janeiro de 2020, se reconciliando em março com uma viagem à Argentina, e vivendo em casas separadas, mas após 3 meses foi noticiado mais uma vez o término em junho.
A cantora sofreu preconceito por muitos anos em sua vida pessoal e profissional: Devido a depressão, estava acima do peso, e mesmo com tratamentos e exercícios, não emagrecia. A artista conseguiu fazer a cirurgia bariátrica em 2008, eliminando mais de setenta quilos.
Em 2011, batizou-se nas águas, convertendo-se à religião evangélica, da denominação Assembleia de Deus, tendo gravado algumas músicas gospel, sem abandonar seu estilo original.

## Discografia
Com o Aviões do Forró
- Volume 1 (2003)
- Volume 2 (2004)
- Volume 3 (2005)
- Volume 4 (2006)
- Volume 5 (2007)
- Volume 6 (2009)
- Volume 7 (2010)
- Ao Vivo em Salvador (2011)
- Pool Party do Aviões (2015)
- Aviões Fantasy (2016)

carreira solo
- Sentimento de Mulher (2017)
- Entre Nós, Minha História (2018)
- Sol e Mar (2020)
- Ao Vivo em Aracaju (2024)
- 50/50 (2025)
- SolJoão (2025)

#### Singles
| Ano  | Título                                                                                  | Álbum                     |
| ---- | --------------------------------------------------------------------------------------- | ------------------------- |
| 2017 | "Revoltada" (part. Ivete Sangalo)                                                       | Sentimento de Mulher      |
| 2017 | "Meu Sexto Sentido"                                                                     | Sentimento de Mulher      |
| 2017 | "Esquema Rolo e Beijo (Me Ama Direito)                                                  | Sentimento de Mulher      |
| 2017 | "Sinceramente" (part. Gusttavo Lima)                                                    | Sentimento de Mulher      |
| 2017 | "Homem é Tudo Igual (part. Joelma)                                                      | Sentimento de Mulher      |
| 2017 | "Me Faça o Favor"                                                                       | Sentimento de Mulher      |
| 2017 | "Nosso Um Com Um"                                                                       | Sentimento de Mulher      |
| 2017 | "Amei Te Ver" (part. Tiago Iorc)                                                        | Sentimento de Mulher      |
| 2017 | "Se é Pra Gente Ficar" (part. Wesley Safadão)                                           | Singles e Featuring       |
| 2017 | "Reduzi Meu Coração e Coloquei no Bumbum"                                               | Singles e Featuring       |
| 2017 | "Chora de Saudade"                                                                      | Singles e Featuring       |
| 2017 | "Cachorro Combina com Cadela"                                                           | Singles e Featuring       |
| 2017 | "Bem Melhor Solteira"                                                                   | Singles e Featuring       |
| 2018 | "Fala Com Meu Copo"                                                                     | Singles e Featuring       |
| 2018 | "Arrependida" De Aretuza Lovi (Feat. Solange Almeida)                                   | Singles e Featuring       |
| 2018 | "Cozido da Patroa"                                                                      | Entre Nós, Minha História |
| 2018 | "Terra do Ex"                                                                           | —                         |
| 2018 | "Aposta" (part. MC WM)                                                                  | —                         |
| 2019 | "Volte a Sorrir (One Moment in Time) / Brinquedo em Suas Mãos (All The Man That I Need) | Entre Nós, Minha História |
| 2019 | "Cada Preparo Conta" "Manicure"                                                         | —                         |
| 2020 | O Amor da minha vida sou eu                                                             | Single                    |
| 2022 | Tudo Passa                                                                              | Single                    |
| 2023 | Erro da minha Vida                                                                      | DVD Ao Vivo Em Aracaju    |

## Prêmios e indicações
| Ano  | Premiação                             | Categoria                                               | Resultado |
| ---- | ------------------------------------- | ------------------------------------------------------- | --------- |
| 2010 | Prêmio Forrozão                       | Melhor Banda                                            | Venceu    |
| 2010 | Prêmio Forrozão                       | Melhor Cantora                                          | Venceu    |
| 2010 | Prêmio Forrozão                       | Melhor Álbum (Volume 7)                                 | Venceu    |
| 2010 | Prêmio Forrozão                       | Melhor Website                                          | Venceu    |
| 2012 | Prêmio Multishow de Música Brasileira | Melhor Grupo                                            | Indicado  |
| 2015 | Prêmio RioMar Mulher                  | Música e Entretenimento                                 | Venceu    |
| 2016 | O Melhor dos Melhores (TV Diário)     | Melhor Cantora                                          | Indicada  |
| 2017 | Prêmio Contigo!                       | Melhor Cantora                                          | Indicada  |
| 2018 | Troféu Danado de Bom                  | Música do São João ("Cozido da Patroa")                 | Venceu    |
| 2018 | Grammy Latino                         | Melhor Álbum de Música Sertaneja (Sentimento de Mulher) | Indicada  |
| 2018 | WME Awards                            | Melhor Show                                             | Indicada  |

## Filmografia
Televisão
| Ano  | Título                                                           | Personagem                                                          | Emissora                     | Notas                                                                                                   |
| ---- | ---------------------------------------------------------------- | ------------------------------------------------------------------- | ---------------------------- | --- |
| 2013 | Amor à Vida                                                      | Ela mesma                                                           | Rede Globo                   | Episódios 31/07 e 01/08                                                                                 |
| 2015 | Solange Almeida Convida                                          | Apresentadora                                                       | ClapMe                       | Programas exibidos em outubro e novembro                                                                |
| 2017 | TVZ Música Boa Ao Vivo PopStar Especial de Fim de Ano da RedeTV! | Apresentadora Apresentadora Jurada técnica DVD Sentimento de Mulher | Multishow Rede Globo RedeTV! | Programa exibido em 23/01 Programa exibido em 20/06 Programa exibido em 13/08 Programa exibido em 31/12 |
| 2018 | Autênticas                                                       | Ela mesma                                                           | GNT                          | Estreia 12/11                                                                                           |
| 2019 | TVZ                                                              | Apresentadora                                                       | Multishow                    | Programa exibido em 19/03                                                                               |
| 2019 | Show dos Famosos                                                 | Ela mesma                                                           | Rede Globo                   | Estreia 31/03                                                                                           |

## Big Band SA
A banda da cantora, batizada de Big Band SA, é formada por ex-músicos do Aviões do Forró que também deixaram o grupo juntamente com ela, entre eles o baterista Pedro Riquelme. A formação da banda é:
- Márcio Mouzinho (Meinha): baixo elétrico
- Dani Boy: guitarra
- Pé de pano: bateria
- Wagner "Bobinho": teclados
- Elias Mearim: acordeom
- Agel: trombone
- Ranyere: trompete
- Flaubert Viana: sax
- Belton: percussão
- Luma Reis e Dedé Sousa: vocais de apoio

Ex-integrantes
- Walci: acordeom
- Amedício Junior: sax
- Ewerton Brazz e Marcos Rodrigues: vocais de apoio
- Pedro Riquelme: bateria